# Квартіроло ломбардо

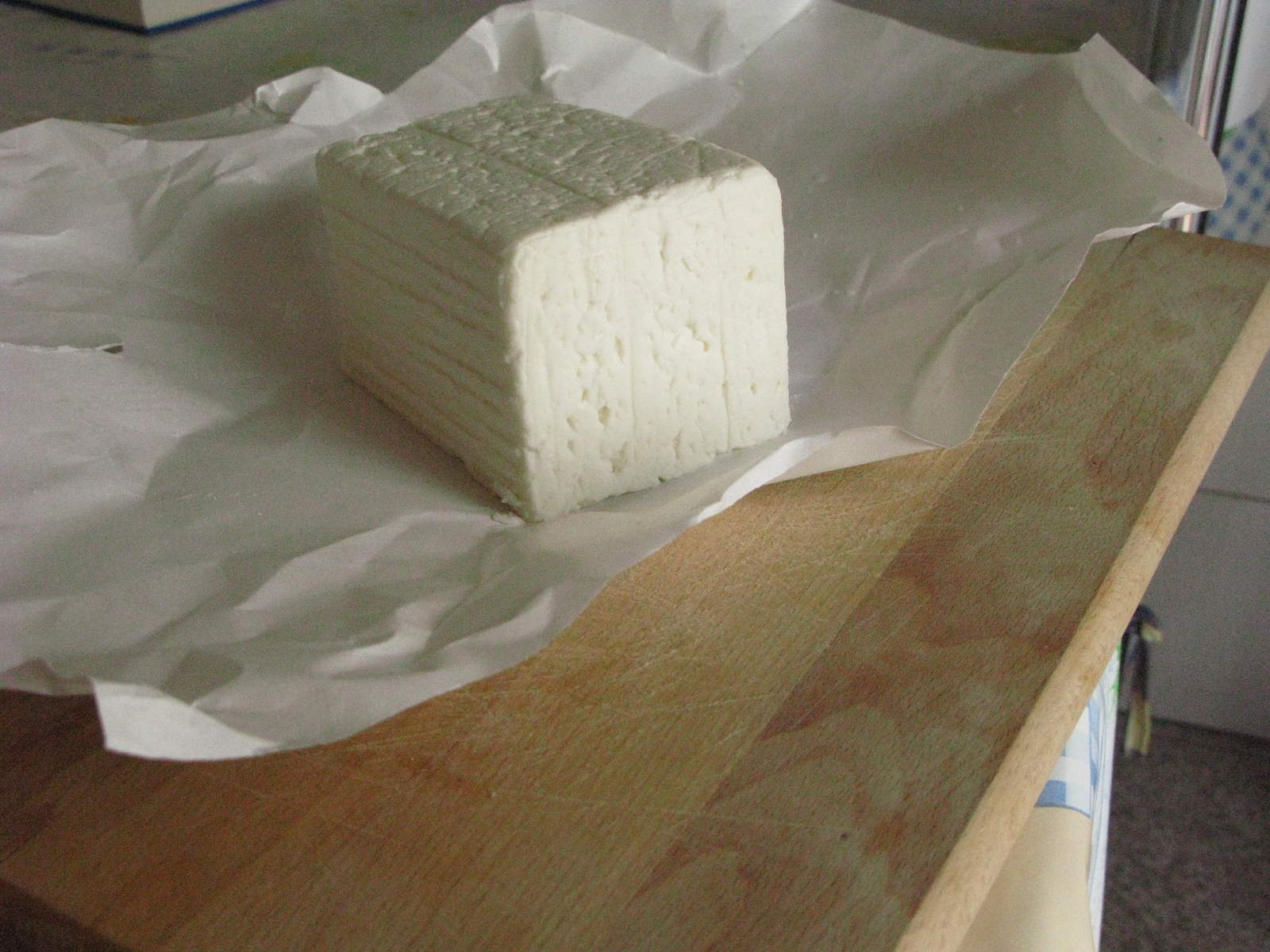
Молодий квартіроло ломбардо

Квартіроло ломбардо (італ. Quartirolo Lombardo) — італійський м'який сир з коров'ячого молока.

## Зона виробництва
Квартіроло ломбардо є типовим для регіону Ломбардія, виробляється у провінціях Бергамо, Брешія, Комо, Кремона, Лоді, Мілан, Монца і Бріанца, Павія, Варезе.

## Історія
Виробництво сиру відомо з X століття. Спочатку його виробляли сезонно, з вересня по жовтень, коли корови, що спустилися з гірських пасовищ в долину, харчувалися свіжою італ. «quartirolo» (травою, що виросла на місці трьох попередніх сіножатей). Звідси і пішла назва сиру квартіроло. Він належить до родини страккіно, оскільки саме в період четвертого покосу корів переганяли з гір у долини. Він народився в горах італ. Val Sassina, але потім виробництво розширилося на рівнину. З 1993 року сир має категорію DOP.

## Технологія виробництва
Для виробництва сиру збирають молоко, принаймні за два доїння, молоко першого доїння знежирюють. Після цього його нагрівають до 35–40 °C і коагулюють рідким сичужним ферментом. Сирна маса подрібнюється до розміру лісового горіха, висушується та розкладається по формам. Усередині квадратних форм сир залишають до досягнення необхідної зрілості. Соління сиру сухе або в розсолі. Квартіроло ломбардо може бути молодим (витримка 5–30 діб) або витриманим (витримка більше 30 діб).

## Характеристика сиру
Голова сиру має форму паралелепіпеда з квадратною основою розміром 16–22 см, бік прямий, висотою 4–8 см, вага від 1,3 до 5 кг. На квадратних сторонах сиру шаховим порядком нанесені великі літери «L» та «Q». Шкірка м'яка, волога, вкрита пліснявою, має отвори. Колір шкірки молодого сиру — білий, тоді як у зрілого — сіруватий або червонувато-оранжевий. Сирна маса молодого сиру розсипчаста, зерниста, волога, білого кольору та має механічні отвори. З дозріванням сир стає вершковим, з компактною текстурою, солом'яного або насиченого солом'яно-жовтого кольору. Смак свіжий, виразний і злегка кислуватий.

## Вживання
Сир вживають як самостійну страву з хлібом та овочами. Також додають до салатів, холодних та гарячих страв. Молодий сир рекомендовано вживати з білим вином, наприклад італ. Lugana, витриманий сир — з червоним, наприклад італ. Barletta.